# Aphaenogaster gemella
Aphaenogaster gemella är en myrart som först beskrevs av Julius Roger 1862.  Aphaenogaster gemella ingår i släktet Aphaenogaster och familjen myror.

## Underarter
Arten delas in i följande underarter:
- A. g. gemella
- A. g. marocana